# Wood Dalling
Wood Dalling es un pueblo y una parroquia civil del distrito de Broadland, en el condado de Norfolk (Inglaterra).

## Geografía
Según la Oficina Nacional de Estadística británica, Wood Dalling tiene una superficie de 9,89 km².

## Demografía
Según el censo de 2001, Wood Dalling tenía 181 habitantes (48,62% varones, 51,38% mujeres) y una densidad de población de 18,3 hab/km². El 17,13% eran menores de 16 años, el 74,59% tenían entre 16 y 74, y el 8,29% eran mayores de 74. La media de edad era de 45,84 años. Del total de habitantes con 16 o más años, el 20,67% estaban solteros, el 66% casados, y el 13,33% divorciados o viudos.
Todos los habitantes eran blancos y originarios del Reino Unido. El cristianismo era profesado por el 72,38% y el budismo por el 1,66%, mientras que el 18,78% no eran religiosos y el 7,18% no marcaron ninguna opción en el censo.
Había 78 hogares con residentes, 7 vacíos, y otros 7 eran alojamientos vacacionales o segundas residencias.